# ميخائيل ويلكوكس
ميخائيل ويلكوكس (بالإنجليزية: Michael Wilcox)‏ هو كاتب مسرحي بريطاني، ولد في 6 يونيو 1943.